# 54年
| 千纪： | 1千纪                                                                                |
| 世纪： | 前1世纪 \| 1世纪 \| 2世纪                                                            |
| 年代： | 20年代 \| 30年代 \| 40年代 \| 50年代 \| 60年代 \| 70年代 \| 80年代                   |
| 年份： | 49年 \| 50年 \| 51年 \| 52年 \| 53年 \| 54年 \| 55年 \| 56年 \| 57年 \| 58年 \| 59年 |
| 纪年： | 东汉建武三十年                                                                       |

## 大事记
- 罗马帝国
  - 尼禄登基为罗马皇帝。
  - 尼祿下令禁止角鬥士競技。
- 埃及
  - 派遣兩個百人隊往南探察尼羅河的源頭。得到的報告是一片沙漠中有些小村莊，但普遍貧瘠，不值得征服。
- 其他
  - 使徒保羅展開他的第三次傳道旅程。

## 各国领袖

### 非洲
- 库施
  - 国王：Amanitenmemide（50年－62年）

### 亚洲
- 中国
  - 东汉：
    - 皇帝：汉光武帝（25年－57年）
- 朝鲜
  - 百济：
    - 国王：多娄王（28年－77年）

  - 高句丽：
    - 国王：太祖王（53年－146年）

  - 新罗：
    - 国王：儒理尼师今（24年－57年）
- 贵霜帝国
  - 国王：丘就却（30年－80年）

### 欧洲
- 高加索伊比里亚
  - 国王：法斯曼一世（50年－58年）
- 罗马帝国
  - 皇帝：
    1. 克劳狄一世（41年－54年）
    2. 尼禄（54年－68年）

### 中东
- 科马吉尼
  - 国王：Antiochus IV（41年－72年）
- 奈巴提亚
  - 国王：Malichus II（40年－70年）
- 奥斯若恩
  - 国王：Ma'nu V bar Abgar（50年－57年）
- 安息
  - 国王（政权对立）：
    - 沃洛吉斯一世（51年－78年）
    - 萨那巴雷斯（50年－65年）

## 出生
- 楊震，东汉大臣（124年去世，70岁）

## 逝世
- 班彪，东汉历史学家（3年出生，51岁）
- 10月13日——克劳狄乌斯，罗马皇帝（前10年出生，61岁）